# برونوين بانكروفت
برونوين بانكروفت (بالإنجليزية: Bronwyn Bancroft)‏ (مواليد 1958) هي فنانة من سكان أستراليا الأصليين برزت لكونها أول مصممة أزياء أسترالية تم دعوتها إلى عرض أعمالها في باريس.
ولدت في بلدة تينتيرفيلد، نيو ساوث ويلز وتدربت في كانبيرا وسيدني، عملت كمصممة أزياء، فنانة، رسامة والعديد من المجالات الفنية الأخرى.
في عام 1985، أنشأت بانكروفت متجرا أسمته متجر السكان الأصليين، وقامت فيه ببيع الأقمشة المصنوعة من قبل فنانين من السكان الأصليين بما في ذلك نفسها.

## وصلات خارجية
- Bronwyn Bancroft's design company
- Examples of Bancroft's art, from an exhibition at Wilson Street Gallery, Sydney, 2010